# Harsjön (Hällesjö socken, Jämtland)
Harsjön är en sjö i Bräcke kommun i Jämtland och ingår i Ljungans huvudavrinningsområde. Sjön är 18,5 meter djup, har en yta på 0,273 kvadratkilometer och är belägen 273 meter över havet.

## Delavrinningsområde
Harsjön ingår i det delavrinningsområde (696974-152466) som SMHI kallar för Ovan Kvarnån. Medelhöjden är 307 meter över havet och ytan är 21,99 kvadratkilometer. Räknas de 68 avrinningsområdena uppströms in blir den ackumulerade arean 523,27 kvadratkilometer. Ljungån som avvattnar avrinningsområdet har biflödesordning 3, vilket innebär att vattnet flödar genom totalt 3 vattendrag innan det når havet efter 121 kilometer. Avrinningsområdet består mestadels av skog (91 procent). Avrinningsområdet har 0,27 kvadratkilometer vattenytor vilket ger det en sjöprocent på 1,2 procent.